# Marquesado de Campo Real (1651)
El marquesado de Campo Real fue un título español creado en 1651 por el rey Felipe IV a favor de Beltrán Vélez de Guevara,  I conde de Campo Real,  y marqués de Monreale (Cerdeña).

## Marqueses de Campo Real
|                                     | Titular                       | Periodo                |
| Creación por Felipe IV              | Creación por Felipe IV        | Creación por Felipe IV |
| ----------------------------------- | ----------------------------- | ---------------------- |
| I                                   | Beltrán Vélez de Guevara      | 1651-1652              |
| II                                  | Iñigo Manuel Vélez de Guevara | 1652-1653              |
| Título anulado                      |                               |                        |
| Permutado por Marquesado de Guevara |                               |                        |

## Historia de los marqueses de Campo Real
- Beltrán Vélez de Guevara (f. en 1652), I marqués de Campo Real,  I conde de Campo Real,  y marqués de Monreale (Cerdeña).

Casó con Catalina Vélez Ladrón de Guevara y Manrique de la Cerda (f. en 1684), IV condesa de Villamediana, IX condesa de Oñate. Le sucedió su hijo:
- Iñigo Manuel Vélez de Guevara (1642-1699),  II marqués de Campo Real (permutado por  I marqués de Guevara), V conde de Villamediana.

Casó en Madrid (San Sebastián) el 12 de agosto de 1666 con Luisa Clara de Lamoral y Ligne.
Título anulado por haberse permutado en 1653 por el de Marquesado de Guevara.